# Mammillaria discolor
Mammillaria discolor (укр. Мамілярія строката, Мамілярія дісколор) — сукулентна рослина з роду мамілярія (Mammillaria) родини кактусових (Cactaceae).

## Етимологія

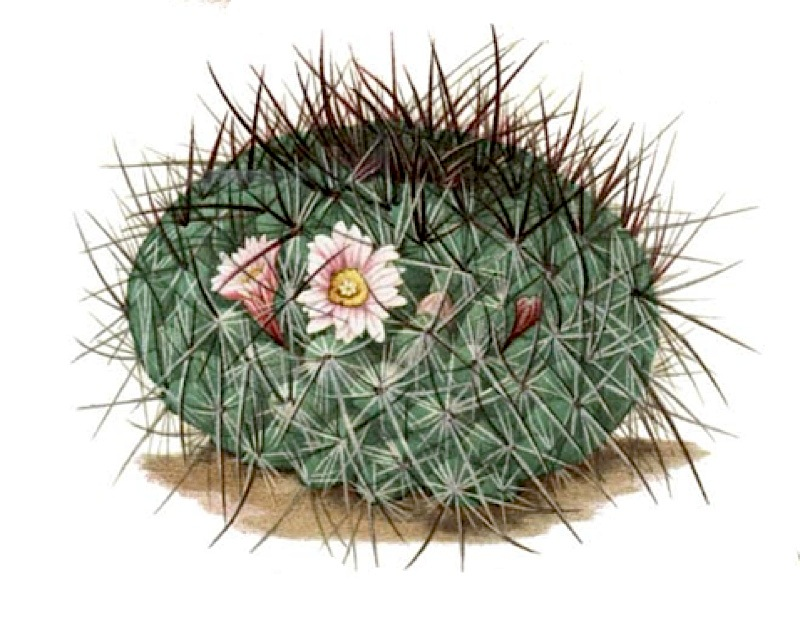
Ілюстрація Mammillaria discolor з монографії Бріттона і Роуза «The Cactaceae» (1923), том IV.

Видова походить від лат. discolor — різнокольорова, строката.

## Ареал
Mammillaria discolor є ендемічною рослиною Мексики. Ареал охоплює штати Оахака, Ідальго, Веракрус, Пуебла, Мехіко, Тлакскала, Федеральний округ Мехіко.

## Екологія
Зростає на скелях на висоті від 1 700 до 2 900 метрів над рівнем моря.

## Морфологічний опис
Рослини поодинокі, в культурі часто кущаться.
| Орган              | Опис |
| Коріння            | |
| Стебло             | здавлено-кулясте, апікально сплющене, висотою 3-4,5 см, 6-11 см в діаметрі. |
| Епідерміс          | синьо-зелений. |
| Маміли             | яйцеподібні до конічних, без молочного соку. |
| Ареоли             | |
| Аксили             | з невеликою кількістю пуху або голі. |
| Центральні колючки | 4-7 (в описі Джона Пілбіма — 4-6), темно-коричневі, з віком стають світлішими, пізніше сірувато-коричневі, щільні, міцні, прямі, голчасті, завдовжки 10-22 мм, найнижчі — найдовші.            |
| Радіальні колючки  | 10-28, голчасті, склоподібно-білі, або трохи жовті, завдовжки 8-9 мм. |
| Квіти              | воронкоподібні, не відкриваються широко, білі з рожевими центральними прожилками, зовнішні пелюстки рожево-коричневі, завдовжки 20-27 мм, діаметром 12-16 мм, рильця маточки зеленувато-жовті. |
| Бутони             | |
| Зовнішні пелюстки  | |
| Внутрішні пелюстки | |
| Тичинки            | |
| Маточка            | |
| Плоди              | булавоподібні, зеленувато-білі, але нижче рожеві. |
| Насіння            | коричневе. |

Цей вид потребує додаткових таксономічних досліджень.

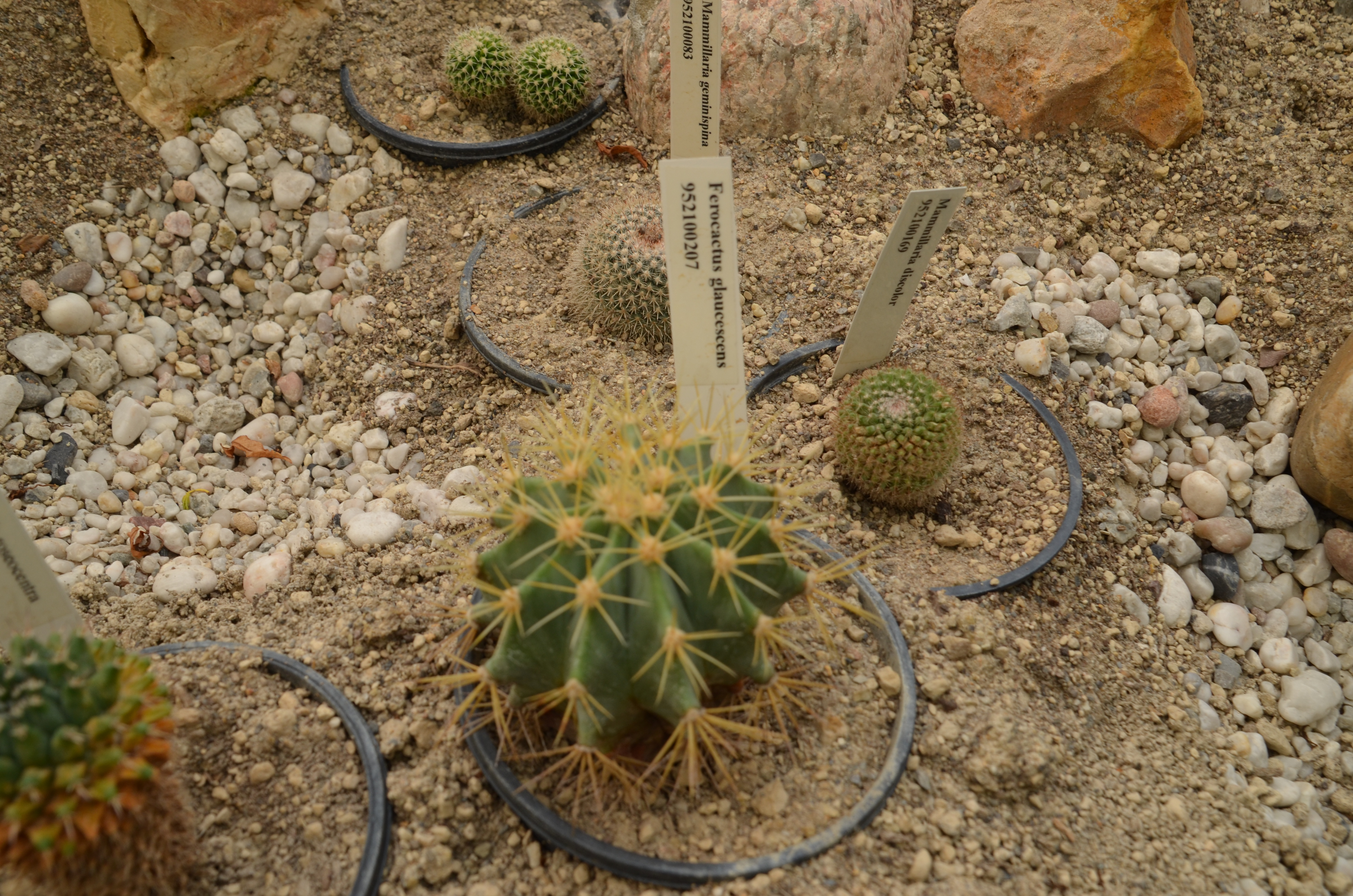
Mammillaria discolor (праворуч) в Ботанічному саду Делфтського технічного університету

## Підвиди
Визнано 2 підвиди Mammillaria discolor:
- Mammillaria discolor subsp. discolor

Радіальных колючок — 20-28.

Ареал зростання — широко поширена по всьому ареалу виду.
- Mammillaria discolor subsp. esperanzaensis

Радіальных колючок — 10-20.
Ареал зростання — знайдена тільки поблизу від Есперанца, штат Пуебла.

## Утримання в культурі
Рослина не дуже важка в культивуванні.
Розростається не так швидко, як деякі види в цьому ряді (Ряд — Heterochlorae).
Великі групи рослин зустрічаються досить рідко.
Знадобиться близько 6-7 років, щоб рослина з 6-8 голів заповнила простір — близько 15 см.

## Використання
Вид має деяке декоративне значення — особливо в період різдвяних свят для прикраси.

## Охоронні заходи
Mammillaria discolor входить до Червоного Списку Міжнародного Союзу Охорони Природи видів, з найменшим ризиком (LC). Чисельність популяцій стабільна.
Охороняється Конвенцією про міжнародну торгівлю видами дикої фауни і флори, що перебувають під загрозою зникнення (CITES).